# حالة خاصة
في المنطق والرياضيات، المفهوم أ هو حالةٌ خَاصَّةٌ أو تخصيص للمفهوم ب إذا كانَ كُلُّ ما يَنطَبِق على أ يَنطَبِقُ على ب لكن ليس العكس. أو بشكل مُكافئ، إذا كانَ ب تَعمِيماً لـأ. الحالةُ الحَدِّيَّةُ هي نوع من أنواع الحالة الخاصة يُمكِنُ الوصولُ إليها عبر التَّطرُّفِ في إحدى خواص الحالة العامة.

## أمثلة
- جميع المربعات مُستطيلات، لكن ليست جميع المستطيلات مربعات؛ لذا، فإنَّ المُربّع هو حالةٌ خاصةٌ من المُستطيلِ.[1]